# Żydostwo w muzyce
Żydostwo w muzyce (także tłum. Naród żydowski w muzyce, niem. Das Judenthum in der Musik) – antysemicka broszura autorstwa Richarda Wagnera z 1850 r., poszerzona w wydaniu z 1869 r.
W tekście broszury autor opisywał i agitował przeciwko destruktywnemu wpływowi Żydów w zakresie sztuk pięknych. Wyrażał pogląd, że żydowska odrębność sprowadza się do rasy, a zatem szczególnej biologiczno-duchowej jakości. W szczególności atakował Giacomo Meyerbeera oraz Felixa Mendelssohna. Tekst zakończył wezwaniem Żydów do zagłady (Untergang) lub samozniszczenia (Selbstvernichtung): Zwróćcie jednak uwagę, że wybawieniem z ciążącego na was przekleństwa może być tylko wybawienie Ahaswera – zagłada! (w oryg.: Aber bedenkt, daß nur Eines eure Erlösung von dem auf euch lastenden Fluche sein kann: die Erlösung Ahasvers, – der Untergang!).
Antysemityzm Wagnera dobitnie wybrzmiewa w liście do Ludwika I Bawarskiego, w którym pisał: Ja z przekonaniem uważam rasę żydowską za urodzonego wroga ludzkości i wszystkiego, co w niej szlachetne. Żydów (mających w sobie pierwiastek żeński) obwiniał o upadek rasy aryjskiej: Przy mieszaniu się ras szlachetniejszą krew pierwiastka męskiego psuje się przez mniej szlachetną krew pierwiastka żeńskiego.
Według niemieckiego pisarza i kompozytora, Gottfrieda Wagnera (prawnuka Richarda) jest to jedno z najohydniejszych, podżegających do nienawiści dziewiętnastowiecznych pism antysemickich.
Wpływ na powstanie dzieła miała bliska znajomość Wagnera z Arthurem de Gobineau, autorem Eseju o nierówności ras ludzkich.